# Panisea cavaleriei
Panisea cavaleriei är en orkidéart som beskrevs av Rudolf Schlechter. Panisea cavaleriei ingår i släktet Panisea och familjen orkidéer. Inga underarter finns listade i Catalogue of Life.